# Mässoffer
Mässoffer är en term inom katolsk och ortodox teologi där mässan beskrivs som en offerhandling.

## Katolsk uppfattning
Mässofferläran knyter samman två centrala händelser i Jesu liv: brödsbrytelsen i samband med den sista måltiden på skärtorsdagens kväll och Jesu död på korset. Med sin offerdöd på korset försonade Jesus människan med Gud. Men varför utfäste han befallningen att hans lärjungar skulle äta hans kropp och blod? Och varför skedde detta under den - rituella - judiska påskmåltiden?
Romersk-katolsk teologi framhåller att prästen när han läser mässans instiftelseord (Detta är min kropp...) bokstavligen förvandlar brödet och vinet till Jesu kropp och blod. Härigenom och genom förtäringen av det invigda brödet och vinet gestaltas Jesu offerdöd på korset symboliskt och görs på så sätt sakramentalt och oblodigt närvarande på nytt. Det enda historiska korsoffret upprepas inte utan närvarandegörs bortom tid och rum. De troende, som befinner sig i den av Gud skapade tiden, får på detta sätten glimt av Guds eviga tid. Den troende kan då förena sig och sitt eget lidande med Kristi eget offer. Därför talar katolsk teologi om kommunion (förening) hellre än om nattvard (måltid).
Vidare ser katolsk teologi en kontinuitet mellan mässoffret och det gamla förbundet mellan Gud och Israel. I detta förbund stadgades om tempeloffer, såväl lovoffer (för att tillbe Gud) som propiatoriska offer (för att återköpa för synder) - främst bland dessa en syndabock som offrades för att symboliskt gottgöra för folkets försyndelser under det gångna året. Under sin flykt från Egypten instiftades sedan den judiska påsken som en rituell påminnelse om Guds bistånd in i det nya livet. Härvidlag spelade lammet en central räddande roll, varför lammet, som återfinns i Johannes uppenbarelsebok, fått symbolisera Jesu offerdöd. Ur katolsk synvinkel är detta svaret på varför Jesus lät brödsbrytelsen infalla under just denna måltid: i det nya förbund, för vilket det gamla förbundet var en förebådande bild, är Jesus både syndabocken och källan till Guds bistånd (nåd) in det nya livet (livet med Gud, det eviga livet). Kristus inrättade således inte i första hand en vänskapsmåltid, utan förebådade sin egen död och instiftade därvid det nya förbundets offer, det rena, oblodiga offret varigenom Guds nåd bortom tid och rum utgjuts över världen. Han inrättade i samma stund det nya prästerskapet, vars ansvar det är att förvalta den kristna uppenbarelsen och frambära mässoffret.
Mässoffret (och frågan om prästvigningen) kom att utgöra en av de viktigaste stridsfrågorna under reformationen. Frågan hör intimt samman med läran om rättfärdiggörelsen; frågan om tron allena är saliggörande eller om den enskilde måste samverka med nåden.

## Protestantisk uppfattning
Luther menade att Kristus är närvarande i nattvarden, men tillbakavisade däremot att Kristi offer, fullbordat en enda gång i historien, skulle vara närvarande i mässan. Men enligt katolsk teologi är prästen i mässan offerpräst (grekiska hiereus, latin sacerdos), vilket Luther med skärpa avvisade. Hiereus/sacerdos är beteckningen på Gamla Testamentets präster som förrättade offertjänst, eller på alla kristna (till exempel Första Petrusbrevet 2:5). 

### Katolskt svar
Bibeln, genmäler katolsk teologi, är inte den enda källan till den kristna uppenbarelsen. Därtill är Bibeln ingalunda entydig, utan måste uttolkas av kyrkan. Katolsk teologi räknar med två källor till uppenbarelsen: Bibeln och Traditionen (kyrkofäderna, liturgin, helgon och martyrer, påvars och kyrkomötens lärouttalanden genom seklerna). Bägge källor är knutna till läroämbetet, med andra ord påven och biskoparna i gemenskap med honom, och dess oföränderliga uttolkning. Kärnan i katolsk trosutövning är mässan, där Gud görs fysiskt närvarande. Romersk-katolska kyrkan menar slutligen att mässoffret förebådades av det gamla förbundets offerkult och utförligt beskrivs i bland annat Paulus brev.

### Missförstånd
Tillsammans med frågan om rättfärdiggörelsen är frågan om mässoffret troligtvis den där missförstånd oftast uppkommit på bägge sidor. Luther verkar ha trott att de katolska teologerna menade att Jesu korsoffer i mässan bokstavligen upprepades. Emellertid saknar denna tolkning stöd i katolsk teologi (se ovan). Från katolskt håll misstänkte man Luther för att alldeles vilja avskaffa mässan.

## Ortodox uppfattning
Från ortodoxt håll delar man i stort sett alla romersk-katolska lärosatser, även om man inte lika ofta formulerar dem dogmatiskt. Mässan betraktas även som ett offer, där man gör närvarande och aktualiserar Kristi enda offerdöd (precis som inom katolicismen). Härutöver lär de ortodoxa kyrkorna att Kristus i mässan (kallad den gudomliga liturgin) är fullt och sant närvarande i det invigda brödet och vinet. Av historisk-geografiska skäl hölls de ortodoxa kyrkorna utanför reformationens teologiska strider.

## Anglikansk uppfattning
Den Anglikanska kyrkogemenskapen saknar enhetlig syn på mässoffret. Thomas Cranmer, som själv stegvis utvecklades i reformert riktning under sitt liv, ville avsiktligt gå sitt eget trossamfunds reformkatolska delar till mötes, och lät både 1549 års och 1552 års Book of Common Prayer innehålla en eukaristibön som gick att tolka på flera sätt. 
Sådana inflytelserika anglikanska kyrkoledare som Lancelot Andrewes, William Laud, Herbert Thorndike och Thomas Ken på 1600-talet ansåg eukaristifirandet vara en offerhandling som verkligen är förenad med Kristi offer, och anknöt ofta till de tidiga östkyrkliga teologernas formuleringar kring detta (men undvek formuleringar härrörande från den romersk-katolska kyrkan efter 1500). Ett sådant synsätt försvarades senare av John Johnson (1662-1725) i tvåbandsverket Unbloody Sacrifice (1714-1718), och den Skotska Episkopalkyrkan lät 1637 och 1764 bearbeta sin eukaristiska liturgi för att understryka detta. Å andra sidan innehåller Artikel XXXI, antagen 1562, en formulering som åtminstone avvisar vissa teologier om mässoffer. De ovannämnda anglikanerna, och på 1800-talet även kretsen bakom Tract for the Times, förstod artikeln så att vad som avvisades var missförstånd rörande mässoffret, inte offertanken som sådan. 
Reformert orienterade anglikaner som Lewis Bayly och James Ussher avvisade varje form att mässofferslära, och den evangelikala rörelsen i de anglikanska kyrkorna på 1700-talet vidareförde vanligtvis ett sådant synsätt. En egenhet finner man hos John Wesley och Charles Wesley, som författade ett antal hymner som, trots författarnas mer eller mindre evangelikala teologiska hemvist, uttrycker tanken att Kristi eviga offer blir närvarande under eukaristifirandet. Dessa hymner åtnjuter därför numera större popularitet inom den anglokatolska delen av dessa kyrkor än inom den evangelikala delen. 
Ekumeniska samtal mellan anglikanska kyrkor och den romersk-katolska kyrkan (ARCIC) påbörjades år 1969 och kunde år 1971 enas om en gemensam överenskommelse, i vilken det bl.a. heter: 
| ” | The eucharistic memorial is no mere calling to mind of a past event or of its significance, but the church's effectual proclamation of God's mighty acts. Christ instituted the eucharist as a memorial (anamnesis) of the totality of God's reconciling action in him. In the eucharistic prayer the church continues to make a perpetual memorial of Christ's death, and his members, united with God and one another, give thanks for all his mercies, entreat the benefits of his passion on behalf of the whole church, participate in these benefits and enter into the movement of his self-offering. | „ |